# ナガエスゲ
ナガエスゲ Carex otayae Ohwi 1931 はカヤツリグサ科スゲ属の植物の1つ。山地から亜高山帯に生え、雄小穂が複数あり、細長い雌小穂に長い柄があって垂れ下がる。

## 特徴
全体に柔らかい多年生草本。根茎は短く横に這い、茎は密集して出る。草丈は70～120cmと比較的大柄で、葉は茎より長く伸びて葉幅は4～10mmほど、縁はざらつきがあり、葉の裏は灰緑色となっている。また葉の表には主脈の両側に並んで2本の脈が目だつ。基部には葉身の発達しない鞘があり、また鞘は赤褐色に色づき、古い鞘は繊維状に細かく裂ける。
花期は5～7月。花茎は上部がざらつくが下の方は滑らかとなっている。小穂は5～7個あり、頂小穂とそれに続くもの、合わせて2～4個は雄小穂で、下方のものは雌小穂だが時としてその先端部に雄花部があって雄雌性となっている。また上の方の雄小穂は柄があるが直立するのに対して、下方の雌小穂は長い柄があって垂れ下がる。花序の苞は葉身がよく発達して長さ10～25cmに達し、鞘はない。
雄小穂は長さ3～4cm、線柱形で長さ1～2cmの柄がある。雄花鱗片は赤褐色で先端は鋭く尖る。雌小穂は時に先端に雄花を交え、円柱形で長さは3～10cm、柄は長さ1～4cmあって垂れ下がる。雌花は20～40列ほどになっている。雌花鱗片は緑白色で縁が赤褐色に色づき、先端は鋭く尖るか、あるいは0.8～1mmの長さの芒となる。特に最下の雌花鱗片は6～8mmにもなる長い芒がある。また雌花鱗片は果胞より長い。
学名の種小名は採集者である T. Otaya に基づき、他方で和名は雌小穂の柄が長いことに基づくものと思われると星野他(2011)はしている。

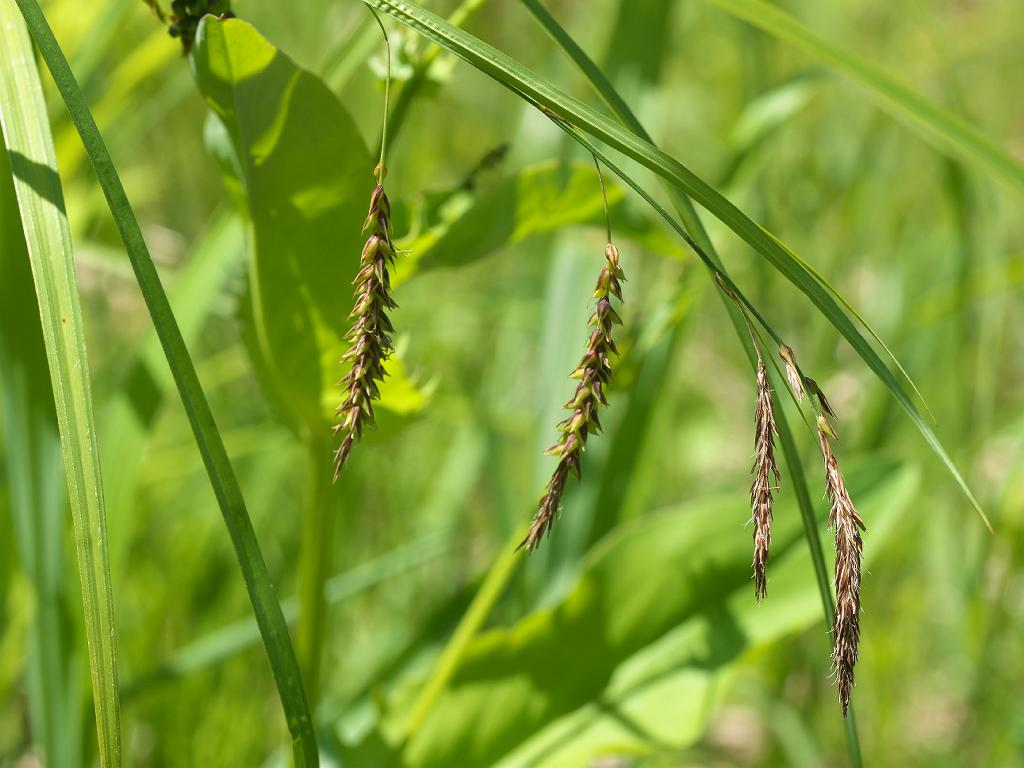
穂の拡大像

## 分布と生育環境
日本固有種であり、国内では本州のみ、それも秋田県から福井県に渡る日本海側の多雪地域にのみ分布する。
ブナ帯から亜高山帯の斜面の湿性の草地に生え、特になだれ斜面によく出現する。山形県では林道沿いや崖崩れ地に群落を作っているのが見られるという。ただし藤原、松田(1994)は本種の分布域が垂直分布の上では低地から山地帯上部まで、と記しており、山形県では最高標高は500m、200mの地域でもっともよく見られるとしている。また秋田での観察例ではいずれも雪崩斜面を主体とした不安定な立地で、土質は礫を含む硬い粘土質で腐植層のない地であったとしている。

## 分類、類似種など
頂小穂雄性、側小穂雌性、苞に鞘がなく、果胞は無毛、柱頭は2裂、といった特徴から本種はアゼスゲ節に含められている。日本ではこの節に26種ほどがあるが、そのうちで雌花鱗片が褐色系に色づくものはアゼスゲ C. thunbergii など16種ほどである。そんな中で、本種は雄小穂が複数あり、側生の雌小穂が垂れる、といった点で比較的多種と区別しやすい。同じように雄小穂が複数あって側小穂が垂れるものにトマリスゲ C. middendorffii とヤラメスゲ C. lyngbyei があるが、これらは果胞の表面に細かな乳頭状突起を密生する点で区別できる。
他方で本種はタテヤマスゲ C. aphyllopus と混同されてきた経緯があり、多くの特徴で本種とよく似ている。違いとしてはこの種は根茎が横に伸びるので茎はやや間を置いて出ること、この種では側小穂には柄はあるものの長くはなく、小穂は上向きにつく点が上げられる。

### 経緯
タテヤマスゲは日本固有種で、本州中北部の日本海側の高山域の草原にのみ生育する特異なスゲ属の植物として注目されてきた。これに対してナガエスゲは富山県唐木峠の標本を元に1931年に Ohwi によって記載されたが、その際に「C. otayai Ohwi, hybrida? nov. (? C. aohyllopus Kükenth. × C. podogyna Franch. et Savat.)」という形で発表され、つまりタテヤマスゲとタヌキランの雑種という推定で記載されたものであった。これに従う研究者もいた一方で本種を独立種と見なすものもおり、Akiyama は更にこれら2種は同じ節ではあっても亜節のレベルで区別できる、との判断を示してもいた。しかしおおむね本種が独立種と扱われることなく経過した。藤原、松田(1994) は改めてこの種の形態や分布などを検討し、独立種であることを明らかにした。特に地下部についてはタテヤマスゲでは匍匐茎があって横に伸びるのに対して本種ではごく短く纏まり、匍匐茎は出さない点で明らかに異なると言い、ただしこの種の場合には株が大きく、また根茎も大型で固い地面に強く固着しており、そのようなことから地下部を標本として採取することがとても難しく、そのために標本においても地下部を欠くものがほとんどであったと言う。もっとも地上部においても上述のような差異があり、明確に区別は可能であるとも述べている。更に生育環境も異なり、タテヤマスゲは亜高山帯に出現するのに対して本種は低山域に見られるもので、富山県から新潟県に渡る標本の資料ではタテヤマスゲは標高1000m以上の地域から得られているのに対して本種は標高200m以下の地域で採集されていた。山形県においても本種は標高500m以下の地域で見られ、もっともよく見られるのは標高200m前後の地域であるという。

## 保護の状況
環境省のレッドデータブックには取り上げられていないが、県別では福島県と長野県で絶滅危惧II類、秋田県で準絶滅危惧の指定がある。分布域の端の地域での指定と思われ、主要な分布域では安定した個体数を維持しているようである。山形県では一度指定を受けていたものの後の調査で複数の生育地と十分な個体数が確認されたので解除された、という経緯がある。